# 吐沙拉镇
吐沙拉镇，是中华人民共和国新疆维吾尔自治区和田地區和田市下辖的一个乡镇级行政单位。

## 行政区划
吐沙拉镇下辖以下地区：
吐沙拉村、托库孜拱拜孜村、曲吉来村、加木达村、斯亚村、阔克拱拜孜村、喀热买提村、加拉勒巴格村、普提拉什村、喀提其村、坎特艾日克村、斯普斯亚村、玛加村、吐居克村、阿拉勒巴格村、墩村、阿克提其村、赛克散村、恰开什村、牧场村和米力尕瓦提村。